# 小宮山昭一
小宮山 昭一（こみやま しょういち、1928年1月1日 - 2013年1月21日）は、日本の実業家、埼玉銀行（現・埼玉りそな銀行）元専務、学校法人立教学院元理事長。

## 人物・経歴
1928年生まれ。1950年、立教大学経済学部経済学科卒業。
埼玉銀行（現・埼玉りそな銀行）に入行。銀行では広報マンとして広報業務を担った。
同行専務を務める。同行退職後、1995年7月から2007年5月まで学校法人立教学院理事長を務めた。